# アウグスタ・コンスタンティア・フォン・コーゼル
アウグスタ・コンスタンティア・フォン・コーゼル（Augusta Constantia Gräfin von Cosel, 1708年2月24日 - 1728年2月2日）は、ポーランドとザクセンの統治者アウグスト強王と、愛妾のコーゼル伯爵夫人アンナ・コンスタンティアの間の最初の非嫡出子。結婚に伴いフリーゼン伯爵夫人（Gräfin von Friesen）。

## 生涯
母が父王の失寵を蒙って1713年ザクセン宮廷から追放されると、アウグスタ・コンスタンティアと弟妹はホルシュタイン地方の母の実家デーペナウ荘園に預けられ、母方祖母アンナ・マルガレーテ・フォン・ブロックドルフの手で養育された。
1721年からは、当時のザクセン宮内長官で後に内閣府大臣となるヴォルデマール・フォン・レーヴェンダール男爵（アウグスト王の従兄でもあった）とその妻ベネディクタ・マルガレータに引き取られて育った。
1725年、17歳の時に27歳年長の外交官ハインリヒ・フリードリヒ・フォン・フリーゼン伯爵と結婚。夫は当時鷹場長官（Oberfalkenmeister）で、後に歩兵大将に昇進する。父アウグスト強王は自分の娘に相応しい婚礼とすべく、ピルニッツ城で3日間に及ぶ結婚披露宴を催した。婚礼自体はザクセン宮廷首席説教師ベルンハルト・ヴァルター・マルパーガーが司式を務め、アウグスト強王臨席のもと1725年6月3日に行われた。この婚礼時の説教の原稿の写しがバイヤーナウムブルク城の文庫に保管され、この写しは現在ザクセン＝アンハルト州立公文書館ヴェルニゲローデ出張所にて管理されている。
アウグスタ・コンスタンティアは短い結婚生活で2人の息子に恵まれた。しかし1728年の年明けに天然痘に罹り、20歳の誕生日を迎える直前に死去した。遺骸はドレスデン郊外シェーンフェルト教会（Schönfelder Kirche）の内陣胸壁に安置された。同教会はフリーゼン家代々の墓所であった。
息子のアウグスト・ハインリヒ・フォン・フリーゼン（1727年 - 1755年）は伯父のモーリス・ド・サックス元帥を頼ってフランス軍の将官となったが、若くして亡くなっている。